# ابن سبعة
مسرحية «ابن سبعة» للكاتب المصري أسامة عبد الفتاح نور الدين (أسامة نور الدين) كتبها عام 2005 وعرضت على مسرح الطليعة المصري ثم على مسرح السلام في نفس العام.

## قصة المسرحية
ابن سبعة هو مولود القهر والبؤس وصراع العادات والقيم والموروث الخاطئ في مجتمعه. جاء إلى الدنيا من أب أكله القهر وامتص الفقر مذاق الحياة في قلبه، وأمه كانت عرضة للطلاق إن لم تنجبه حين هددها الأب إن لم تنجب، أرسلها إلى أهلها، ثم سافر إلى حيث لايعود المسافرون. ولدته أمه بمساعدة الجدة وفي حضرة الجد بعد سبعة أشهر فجاء إلى الدنيا مبكرا.
ماتت الأم محرومة من ضمه أو إرضاعه، ظن الجميع أنه مولود ميت حيث لم يصرخ حال ولادته، ولكن الجدة تزيل عنه كيسه الذي ولد فيه.
كبر ابن سبعة في ظل حكم جده القاسي المخيف وجدته الجاهلة الحنون القاسية والتي ساهمت بحكاياتها عن الجنيات والعفاريت في صياغة عقله.
نشا ابن سبعة ليصبح ضحية لسبعة عوامل كلها سلبية: الخوف والفقر، الجهل والقهر، الحزن والصبر، ثم الموت.
هكذا يبلور المؤلف مفردات فكرته برشاقة وسلاسة وعمق مؤلم وجارح، حيث يفرد لكل عنصر من هذه العناصر السبعة لوحة فنية تتداخل مع سابقتها وتمهد للتي تليها في سلسلة من الأزمات والانفراجات حتى تسلم كل حلقة بطلنا للأخرى إلى أن يأتي موعد آخر حلقة.
ابن سبعة تشريح قاسي ودقيق لتفاصيل حياتية في المجتمع المصري والعربي عامة وتعرية لسلبيات كثيرة (سبعة منها على الأقل) أوردها المؤلف كأنه يقول لنا: من تعرض لهذه السلبيات، فهو ابن موت ولا يمكنه الحياة في مجتمع سريع وحاد التغيرات.
تلعب شخصية الجد أكثر من عشرة شخصيات في العرض المسرحي، فهو:
- الجد.
- حلاق الصحة (الذي يقوم بعملية الختان للبنات والطهارة للذكور).
- المدرس (الضرير القاسي الجاهل الذي يدرس ما لايفهم).
- الدرويش.
- حارس المقابر.
- العريس العجوز.
- أحد البروفسيرات الجهلاء.
- الخواجة (الذي جاء بالحل).
- الموت (الذي ينتظر ابن سبعة في نهاية رحلته مع عناصر الموت والقهر حوله).

من المقرر عرض العمل بضمن فعاليات مهرجان المسرح التجريبي المصري سبتمبر 2006.

## أعمال أخرى للمؤلف
كتب العديد من الأعمال منها:
- إكليل الغار والحاصلة على الجائزة الأولى في مسابقة الإبداع الفكري بين الشباب العربي (سعاد الصباح 1992)
- إجيوس واحاصلة على الجائزة الأولى في مسابقة محمد تيمور للكتابة المسرحية 1994
- ابن سبعة
- ماعت
- في العنبر التالت
- السقوط لأعلى
- خروج عن النص
- أمير الحق

(باهية)
(اصحى)
(ثلاثية نبوءة طيبة) والحاصلة على الجائزة الأولى مناصفة في مسابقة ساويرس الأدبية 2010
قام أيضا بترجمة بعض النصوص من الإنجليزية منها:
- وراء الأفق
- أنا كريستي للمؤلف الأمريكي يجي أونيل
- الحيوانات الزجاجية للأمريكي تينيسي وليمامز
- البؤساء للمؤلف الروائي الفرنسي الأشهر فيكتور هوجو.

أحدب نوتردام عن النص الإنجيزي للروائي فيكتو هوجو